# Yacimiento y Mausoleo Romano de El Torrejón
El yacimiento y mausoleo romano El Torrejón es un yacimiento arqueológico localizado en el término municipal de Orgaz, en la provincia de Toledo, comunidad autónoma de Castilla-La Mancha, España. Se asienta sobre una meseta a la margen izquierda del arroyo Riansares, junto al «Camino de Ajofrín». Datado en época tardorromana (siglos III-V d. C.), conserva los restos de una necrópolis y de un mausoleo funerario.
El yacimiento arqueológico está compuesto por una buena muestra de tumbas que forman una necrópolis de tipo romano bajo imperial y tardía, en donde destaca la existencia parcialmente conservada de una estructura de forma cuadrangular que se corresponde con un Mausoleo (panteón de enterramiento parental), fabricada con «Opus caementicium» con al menos dos metros de altura conservados, y que contiene un espacio subterráneo (cripta) casi colmatado, existiendo restos exteriores de recubrición de granito y cuarzo.
Asimismo destacan en la necrópolis la existencia de otro tipo de tumbas construidas en lajas de granito bien talladas que completan el espacio necrolátrico.
Debido a las tareas agrícolas y la remodelación de caminos han sido documentados tanto elementos inmuebles relacionados con las tumbas, como material arqueológico asociado de tipo constructivo y cerámico que avalan la existencia de estructuras infrayacentes.